# Zhouji (socken i Kina, Henan)
Zhouji (kinesiska: 周集, 周集乡) är en socken i Kina. Den ligger i provinsen Henan, i den centrala delen av landet, omkring 200 kilometer öster om provinshuvudstaden Zhengzhou. Antalet invånare är 29 194. Befolkningen består av 14 230 kvinnor och 14 964 män. Barn under 15 år utgör 18,0 %, vuxna 15-64 år 73 %, och äldre över 65 år 7,0 %.
Genomsnittlig årsnederbörd är 888 millimeter. Den regnigaste månaden är juli, med i genomsnitt 196 mm nederbörd, och den torraste är januari, med 7 mm nederbörd.